# بيلاش توث (لاعب كرة قدم)
بيلاش توث (بالمجرية: Tóth Balázs)‏ هو لاعب كرة قدم مجري في مركز الوسط، ولد في 24 سبتمبر 1981 في Ózd ‏ في المجر. شارك مع منتخب المجر لكرة القدم. أما مع النوادي، فقد لعب مع في في في فينلو وقيصري إيرسيسبور ونادي جينك ونادي مول فيهيرفار.

## وصلات خارجية
- بيلاش توث (لاعب كرة قدم) على موقع قاعدة بيانات كرة القدم.إي يو (الإنجليزية)
- بيلاش توث (لاعب كرة قدم) على موقع ناشيونال فوتبول تيمز (الإنجليزية)
- بيلاش توث (لاعب كرة قدم) على موقع Soccerway.com (الإنجليزية)
- بيلاش توث (لاعب كرة قدم) على موقع عالم كرة القدم.نت (الإنجليزية)